# Nychiodes andalusiaria
Nychiodes andalusiaria är en fjärilsart som beskrevs av Pierre Millière 1865. Nychiodes andalusiaria ingår i släktet Nychiodes och familjen mätare. Inga underarter finns listade i Catalogue of Life.